# Boris Safonow
Boris Safonow, ros. Борис Феоктистович Сафонов (ur. 31 lipca?/13 sierpnia 1915 we wsi Siniawino w obwodzie tulskim, zm. 30 maja 1942) – radziecki pilot myśliwski, as II wojny światowej, dwukrotny Bohater Związku Radzieckiego.

## Życiorys
Urodził się w rodzinie zecera, stracił ojca w wieku 4 lat. Od 1930 r. po ukończeniu szkoły podstawowej w Pławsku kontynuował naukę w szkole zawodowej, jednocześnie uczęszczając na kurs szybowcowy w miejscowym aeroklubie. Następnie trafił
do szkoły pilotów przy Aeroklubie Tulskim, a po jej ukończeniu z wyróżnieniem skierowano go do jednostki lotniczej w Białoruskim Okręgu Wojskowym. Od 1940 r. był dowódcą klucza 72 Pułku Lotniczego Floty Północnej.
Od początku wojny niemiecko-radzieckiej walczył na pierwszej linii frontu. Już 24 czerwca 1941 r. lecąc na samolocie I-16 odniósł pierwsze zwycięstwo w powietrzu (He 111). 16 września 1941 r. otrzymał po raz pierwszy tytuł Bohatera Związku Radzieckiego. Do końca 1941 r. zestrzelił 18 samolotów wroga. Jesienią 1941 r. jako pierwszy pilot Floty Północnej wykonał lot na samolocie Hawker Hurricane. Od października 1941 r. dowodził 78 Pułkiem Myśliwskim, a od 18 stycznia 1942 2 Gwardyjskim Pułkiem Myśliwskim. Zginął 30 maja 1942 na Morzu Barentsa walcząc na samolocie P-40 w obronie płynącego do Murmańska konwoju PQ-16. Do chwili śmierci stoczył 34 walki powietrzne, odnosząc 30 indywidualnych zwycięstw.

## Odznaczenia
- Bohater Związku Radzieckiego (dwukrotnie)
- Distinguished Flying Cross
- Order Lenina
- Order Czerwonego Sztandaru (trzykrotnie)